# سونيك أنليشد
سونيك أنليشد (بالإنجليزية: Sonic Unleashed؛ باليابانية:ソニックワールドアドベンチャー) وأيضا يعرف باسم Sonic World Adventure إنتجت اللعبة عام 2008 من قبل شركة سيجا وبرمجة سونيك تيم.

## القصة
يحاول د. إغمان مجددا ان يدمر الأرض لكن قنفذنا السريع سونيك يتصدى له بكل قوتة وسرعته الخارقة ولكن الدكتور اغمان استطتاع سحب قوة زمردات الفوضى وتحويل سونيك إلى « سونيك المتوحش » بخدعة واستطاع رمي سونيك ولكن انقذه تشيب الذي سقط عليه سونيك المتوحش وفقد ذاكرته ووعده سونيك انه سوف يسترجع ذاكرتة وبعد طلوع الشمس عاد سونيك المتوحش إلى طبيعته سونيك العادي والسريع.[بحاجة لمصدر]

## لعبة متوفر على الجهاز
- بلاي ستيشن 3
- إكس بوكس 360
- وي
- بلاي ستيشن 2

## الشخصيات
- القنفذ سونيك
- شيب
- الثعلب "تيلز"
- آيمي روز
- بروفيسور بيكل
- د. إغمان

## وصلات خارجية
- مشروع UnleashedRecomp على GitHub
- سونيك أنليشد على موقع IMDb (الإنجليزية)
- الموقع الرسمي للعبة